# Sator-arepo-formeln

Sator Arepo är en magisk formel och ett välkänt kryptogram. Andra namn är Fans fyrkant eller Hin Håles latin. Formeln är latin och består av texten Sator arepo tenet opera rotas, vilket kan uttydas som "Såningsmannen Arepo håller med omsorg hjulen”. De fem orden bildar en palindrom och uppställt i kvadratisk form kan det läsas framifrån och bakifrån, likväl som uppifrån och nerifrån.
Sator-arepo-formeln innehåller de bokstäver som krävs för att skriva Pater Noster ("Fader vår" på latin) två gånger samt A och O två gånger. A och O, alfa och omega, representerar början och slutet, och kopplingen till bönen Fader vår gör att formeln kan ha kristet ursprung. De tidigaste exemplaren av formeln har hittats i ruinerna av Pompeji efter vulkanutbrottet år 79 e.Kr.
På Gotland finns en sator-arepo-formel ingraverad på ett silverfat daterat till 1300-talet. Det var en vanlig skyddsformel under medeltiden, i synnerhet mot sjukdom och vådeld.